# Percy Helton

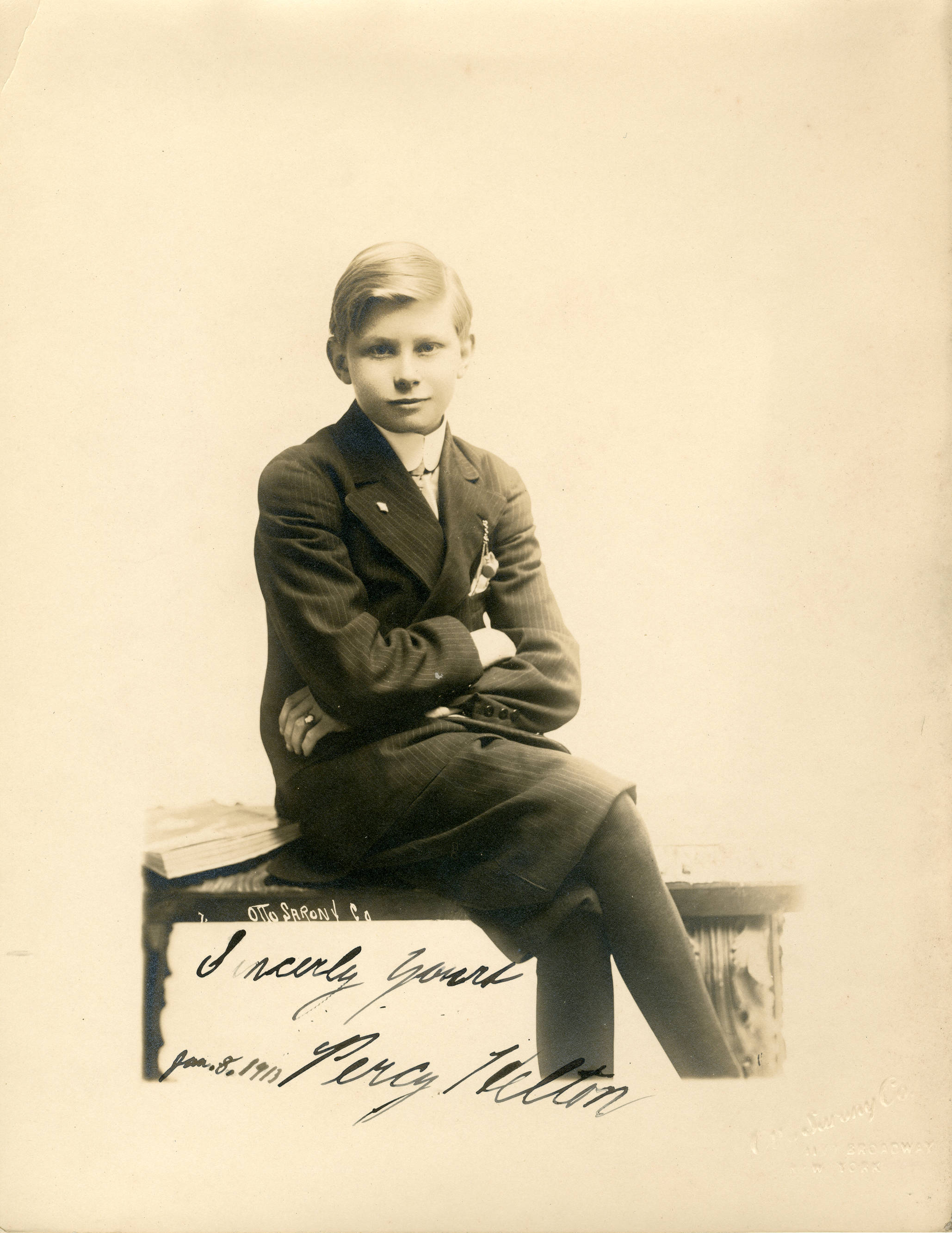
Percy Helton als Jugendlicher

Percy Alfred Helton (* 31. Januar 1894 in Manhattan, New York; † 11. September 1971 in Hollywood, Kalifornien) war ein US-amerikanischer Schauspieler. Er trat in mehr als 230 Film- und Fernsehproduktionen sowie über 25 Broadway-Produktionen auf, seine Karriere erstreckte sich von den 1890er-Jahren bis in sein Todesjahr.

## Leben und Karriere
Helton war der Sohn eines Schauspieler-Ehepaares und hatte im Alter von zwei Jahren seinen ersten Bühnenauftritt in einer Revue des Theaterproduzenten Tony Pastor. Hierbei spielte er in einem Vaudeville-Sketch an der Seite seines Vaters Alf Helton. Percy Helton war stets klein für sein Alter und deshalb lange ein gefragter Darsteller von Kinderrollen. Er spielte in Theaterproduktionen von David Belasco und machte 1915 in der Belasco-Filmproduktion The Fairy and the Waif sein Kinodebüt. Bei der Internet Broadway Database sind Auftritte in über 25 Broadway-Produktionen zwischen 1906 und 1942 vermerkt. Unterbrochen wurde seine Theaterkarriere vom Ersten Weltkrieg, als er in der 77th Infantry Division diente und für seinen Einsatz das Distinguished Service Cross erhielt.
Nach vielen Jahrzehnten als Bühnenschauspieler fokussierte er sich ab Ende der 1940er-Jahre auf Auftritte in Film und Fernsehen. 1947 gab er einen betrunkenen Weihnachtsmann in der Komödie Das Wunder von Manhattan, zwei Jahre später sah man ihn als Sekundanten Red im Boxerdrama Ring frei für Stoker Thompson und als Barkeeper im Film noir Gewagtes Alibi. Obgleich er nie Hauptrollen und nur selten große Nebenrollen erhielt, besaß der kleine Charakterdarsteller mit seinem als hamsterartig beschriebenen Gesicht und einer hauchigen, heiseren Stimme einen hohen Wiedererkennungswert. Helton spielte meistens nervös oder leicht unterwürfig wirkende Figuren, oft mit einer komischen, manchmal tragischen Note. Der All Movie Guide lobte Heltons Leinwandpräsenz als „prägnant“, er habe selbst in kleinen Rollen „nervige Angestellte, neugierige Postboten, erzürnbare Barkeeper, dienstgetreue Schaffner oder furchtsame Spitzel“ auf denkwürdige Weise gespielt. In Madame macht Geschichte(n) (1953) verkörperte er einen Senator, in 20.000 Meilen unter dem Meer (1954) einen Kutscher, in Wiegenlied für eine Leiche (1964) einen Bestatter und in Die vier Söhne der Katie Elder (1965) einen Ladenbesitzer im Wilden Westen. Zu seinen umfangreichsten Rollen zählt die eines Erpressers in dem Low-Budget-Noir Wicked Woman aus dem Jahr 1953. Einen seiner letzten Kinoauftritte hatte er als „Sweetface“ im Filmklassiker Zwei Banditen von 1969. Zudem spielte er ab den 1950er-Jahren in vielen Fernsehserien und übernahm eine wiederkehrende Nebenrolle als Bankangestellter Homer Cratchit in The Beverly Hillbillies.
Helton war seit 1931 mit Edna Eustace Helton verheiratet. Er starb 1971, im Jahr seiner letzten Filmrolle, mit 77 Jahren im Presbyterian Hospital in Los Angeles. Seine Asche ist auf dem Westwood Village Memorial Park Cemetery beigesetzt.

## Filmografie (Auswahl)
- 1915: The Fairy and the Waif
- 1920: The Master Mind
- 1922: Silver Wings
- 1936: Frankie and Johnny
- 1947: Das Wunder von Manhattan (Miracle on 34th Street)
- 1948: Kennwort 777 (Call Northside 777)
- 1948: Stadt ohne Maske (The Naked City)
- 1948: Betrug (Larceny)
- 1948: Ich heirate dich doch (That Wonderful Urge)
- 1949: Gewagtes Alibi (Criss Cross)
- 1949: Der Agent aus der Hölle (Alias Nick Beal)
- 1949: Ring frei für Stoker Thompson (The Set-Up)
- 1949: Herr der Unterwelt (The Crooked Way)
- 1949: Der Berg des Schreckens (Lust for Gold)
- 1949: Abbott and Costello Meet the Killer, Boris Karloff
- 1949: Gefahr in Frisco (Thieves’ Highway)
- 1949: Liebe auch ohne Patent (Free for All)
- 1949: My Friend Irma
- 1950: Flammendes Tal (Copper Canyon)
- 1950: Die schwarze Lawine (The Secret Fury)
- 1950: Varieté-Prinzessin (Wabash Avenue)
- 1950: Lach und wein mit mir (Riding High)
- 1950: Herz in der Hose (Fancy Pants)
- 1950: Ende im Morgengrauen (The Sun Sets at Dawn)
- 1950: Der letzte Musketier (Cyrano de Bergerac)
- 1950: Mein Leben gehört mir (A Life of Her Own)
- 1951: Von Gier besessen (Inside Straight)
- 1951: Verschwörung im Nachtexpreß (The Tall Target)
- 1951: Strandräuber in Florida (The Barefoot Mailman)
- 1951: Der Prügelknabe (The Stooge)
- 1952: Die Schönste von New York (The Belle of New York)
- 1953: Madame macht Geschichte(n) (Call Me Madam)
- 1953: Zurück am Broadway (She’s Back on Broadway)
- 1953: Starr vor Angst (Scared Stiff)
- 1953: Verwegene Gegner (Ride, Vaquero!)
- 1953: Sittenpolizei (Vice Squad)
- 1953: Die Geier von Carson City (City of Bad Men)
- 1953: Das Gewand (The Robe)
- 1953: Wie angelt man sich einen Millionär? (How to Marry a Millionaire)
- 1953: Hände weg, Jonny! (Wicked Woman)
- 1954: Das blonde Glück (Lucky Me)
- 1954: 20.000 Meilen unter dem Meer (20,000 Leagues Under the Sea)
- 1954: Ein neuer Stern am Himmel (A Star Is Born)
- 1954: Die Abenteuer des Hajji Baba (The Adventures of Hajji Baba)
- 1954: Weiße Weihnachten (White Christmas)
- 1955: The Lone Ranger (Fernsehserie, Folge 4x18 Unter Pferdedieben)
- 1955: Flash Gordon (Fernsehserie, Folge 1x14)
- 1955: Straße des Terrors (Crashout)
- 1955: Rattennest (Kiss Me Deadly)
- 1955: Das Komplott (Trial)
- 1955–1961: Alfred Hitchcock präsentiert (Alfred Hitchcock Presents, Fernsehserie, 7 Folgen)
- 1956: Diane – Kurtisane von Frankreich (Diane)
- 1956: Terror (Terror at Midnight)
- 1956: Corky und der Zirkus (Circus Boy, Fernsehserie, Folge 1x12)
- 1957: Vater ist der Beste (Father Knows Best, Fernsehserie, Folge 3x24)
- 1957: Unter glühender Sonne (The Vintage)
- 1957: Kein Platz für feine Damen (This Could Be the Night)
- 1957: Jailhouse Rock – Rhythmus hinter Gittern (Jailhouse Rock)
- 1957/1960: Maverick (Fernsehserie, 2 Folgen)
- 1958: In Colorado ist der Teufel los (The Sheepman)
- 1958: Der stolze Rebell (The Proud Rebel)
- 1958: Dezernat M (M Squad, Fernsehserie, Folge 2x05)
- 1958: Fury (Fernsehserie, Folge 4x07)
- 1958: Keine Angst vor scharfen Sachen (Rally ’Round the Flag)
- 1959: Immer die verflixten Frauen (Ask Any Girl)
- 1959: 77 Sunset Strip (Fernsehserie, Folge 1x34)
- 1959: Lassie (Fernsehserie, Folge 6x14)
- 1959–1961: Lawman (Fernsehserie, 3 Folgen)
- 1959–1966: Rauchende Colts (Gunsmoke, Fernsehserie, 5 Folgen)
- 1959–1967: Bonanza (Fernsehserie, 4 Folgen)
- 1960: Die Unbestechlichen (The Untouchables, Fernsehserie, 2 Folgen)
- 1960: New Orleans, Bourbon Street (Fernsehserie, Folge 1x24)
- 1960: Der Texaner (The Texan, Fernsehserie, Folge 2x29)
- 1960: Die Saat bricht auf (Let No Man Write My Epitaph)
- 1960: Dazu… gehören zwei (Where the Boys Are)
- 1960/1961: Sugarfoot (Fernsehserie, 2 Folgen)
- 1960–1963: The Real McCoys (Fernsehserie, 4 Folgen)
- 1961: Tausend Meilen Staub (Rawhide, Fernsehserie, Folge 3x30)
- 1961: Cheyenne (Fernsehserie, Folge 6x06)
- 1961–1963: Am Fuß der blauen Berge (Laramie, Fernsehserie, 3 Folgen)
- 1961–1965: Perry Mason (Fernsehserie, 3 Folgen)
- 1962: Sacramento (Ride the High Country)
- 1962: Music Man (The Music Man)
- 1962/1965: Mr. Ed (Mister Ed, Fernsehserie, 2 Folgen)
- 1963: The Dakotas (Fernsehserie, Folge 1x06)
- 1963: Getrennte Betten (The Wheeler Dealers)
- 1963: Vier für Texas (4 for Texas)
- 1963/1964: Twilight Zone (The Twilight Zone, Fernsehserie, 2 Folgen)
- 1964: Temple Houston (Fernsehserie, Folge 1x17)
- 1964: Amos Burke (Burke’s Law, Fernsehserie, Folge 1x20)
- 1964: Auf der Flucht (The Fugitive, Fernsehserie, Folge 1x22)
- 1964: Wiegenlied für eine Leiche (Hush… Hush, Sweet Charlotte)
- 1965: Geliebte Brigitte (Dear Brigitte)
- 1965: Die vier Söhne der Katie Elder (The Sons of Katie Elder)
- 1965: Ein Zebra in der Küche (Zebra in the Kitchen)
- 1966: FBI (The F.B.I., Fernsehserie, Folge 1x18)
- 1966: Höchster Einsatz in Laredo (A Big Hand for the Little Lady)
- 1966: Meine drei Söhne (My Three Sons, Fernsehserie, Folge 7x02)
- 1966/1968: Daniel Boone (Fernsehserie, 2 Folgen)
- 1966–1969: Green Acres (Fernsehserie, 3 Folgen)
- 1967: The Green Hornet (Fernsehserie, Folge 1x20)
- 1967: Ein Froschmann an der Angel (The Big Mouth)
- 1967: Der Marshall von Cimarron (Cimarron Strip, Fernsehserie, Folge 1x02)
- 1967: Die Leute von der Shiloh Ranch (The Virginian, Fernsehserie, Folge 6x13)
- 1968: Batman (Fernsehserie, Folge 3x18)
- 1968: Mini-Max (Get Smart, Fernsehserie, Folge 3x22)
- 1968: Planet der Giganten (Land of the Giants, Fernsehserie, Folge 1x02)
- 1968: Head
- 1968: Verrückter wilder Westen (The Wild Wild West, Fernsehserie, Folge 4x12)
- 1968–1969: The Beverly Hillbillies (Fernsehserie, 6 Folgen)
- 1969: Die Spur des Jim Sonnett (The Guns of Will Sonnett, Fernsehserie, Folge 2x19)
- 1969: Zwei Banditen (Butch Cassidy and the Sundance Kid)
- 1971: Kobra, übernehmen Sie (Mission: Impossible, Fernsehserie, Folge 5x16)
- 1971: Nanny und der Professor (Nanny and the Professor, Fernsehserie, Folge 2x21)
- 1971: The Day of the Wolves
- 1978: Legend of the Northwest [in den 1960ern gedreht]